# Angustella leucostriata
Angustella leucostriata är en insektsart som beskrevs av Li och Wang 1992. Angustella leucostriata ingår i släktet Angustella och familjen dvärgstritar. Inga underarter finns listade i Catalogue of Life.